# IC 5347
IC 5347 ist eine Elliptische Galaxie vom Hubble-Typ E im Sternbild Pegasus am Nordsternhimmel. Sie ist schätzungsweise 535 Millionen Lichtjahre von der Milchstraße entfernt.
Das Objekt wurde am 9. November 1899 vom französischen Astronomen Stéphane Javelle entdeckt.